# المنطقة الجنوبية (محافظة القاهرة)
المنطقة الجنوبية، أحد تقسيمات محافظة القاهرة، جمهورية مصر العربية. تضم المنطقة 12 حي.

## أحياء المنطقة
- حي المقطم
- حي الخليفة
- حي السيدة زينب
- حي مصر القديمة
- حي دار السلام
- حي البساتين
- حي المعادي
- حي طرة
- حي المعصرة
- حي 15 مايو
- حي حلوان
- حي التبين

## السكان
بلغ عدد سكان المنطقة 2,702,301 نسمة بحسب التعداد التقديري لسنة 2013.

## المساحة
تبلغ مساحة المنطقة الإجمالية 1,492.260 كم²، والمساحة المأهولة تساوي 132.657 كم².

## أهم معالم المنطقة

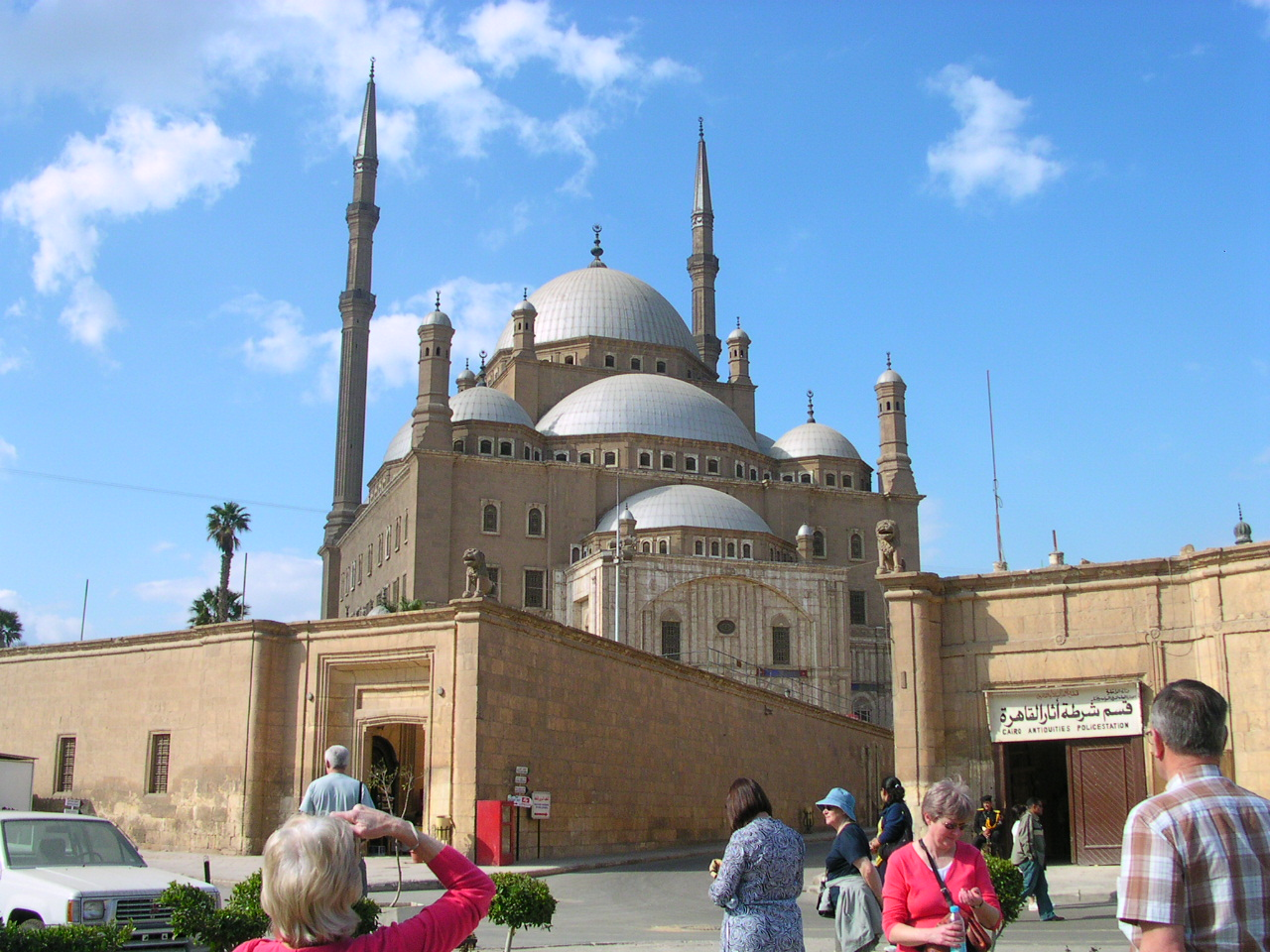
قلعة صلاح الدين الأيوبي
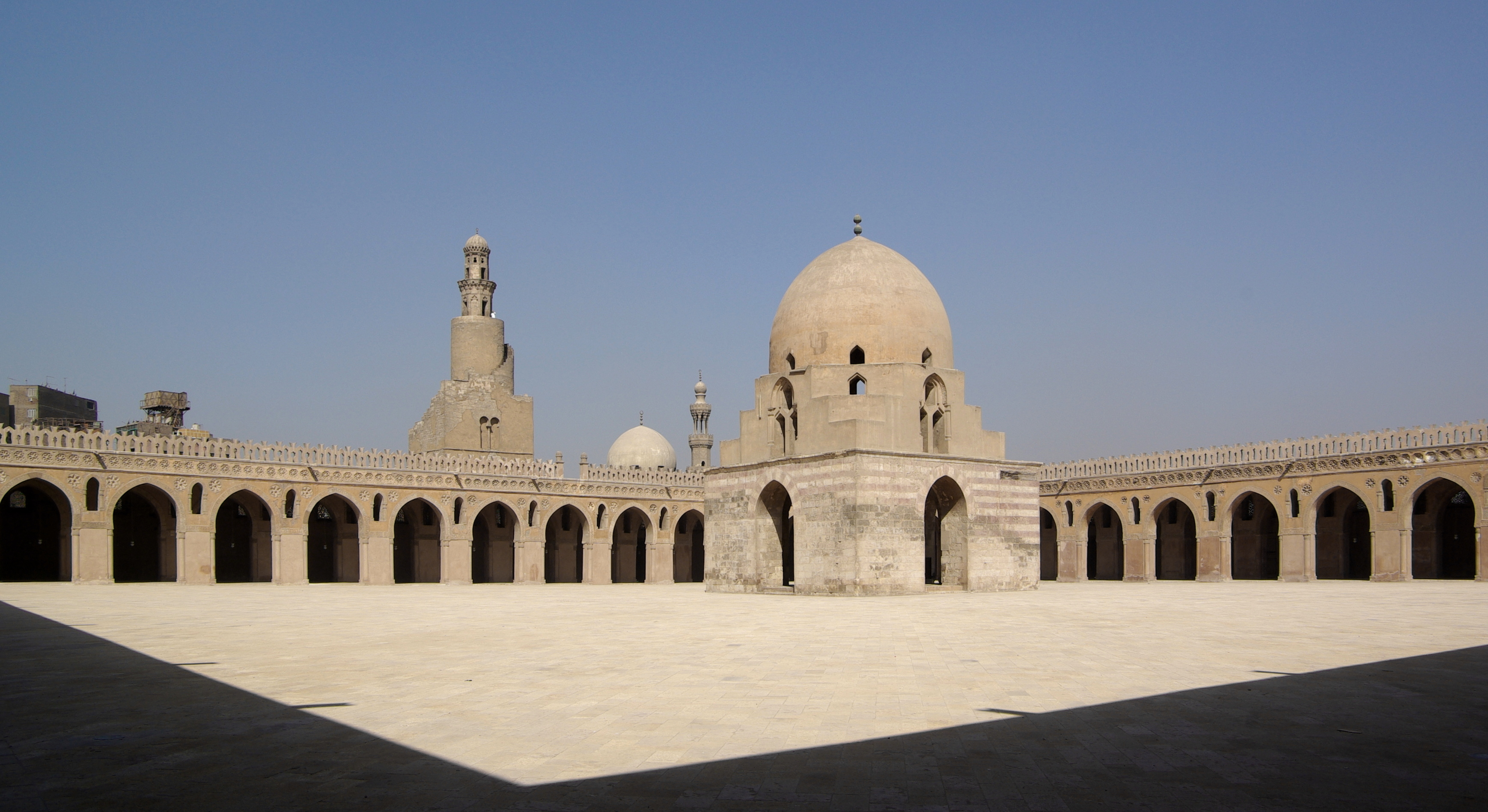
مسجد أحمد بن طولون
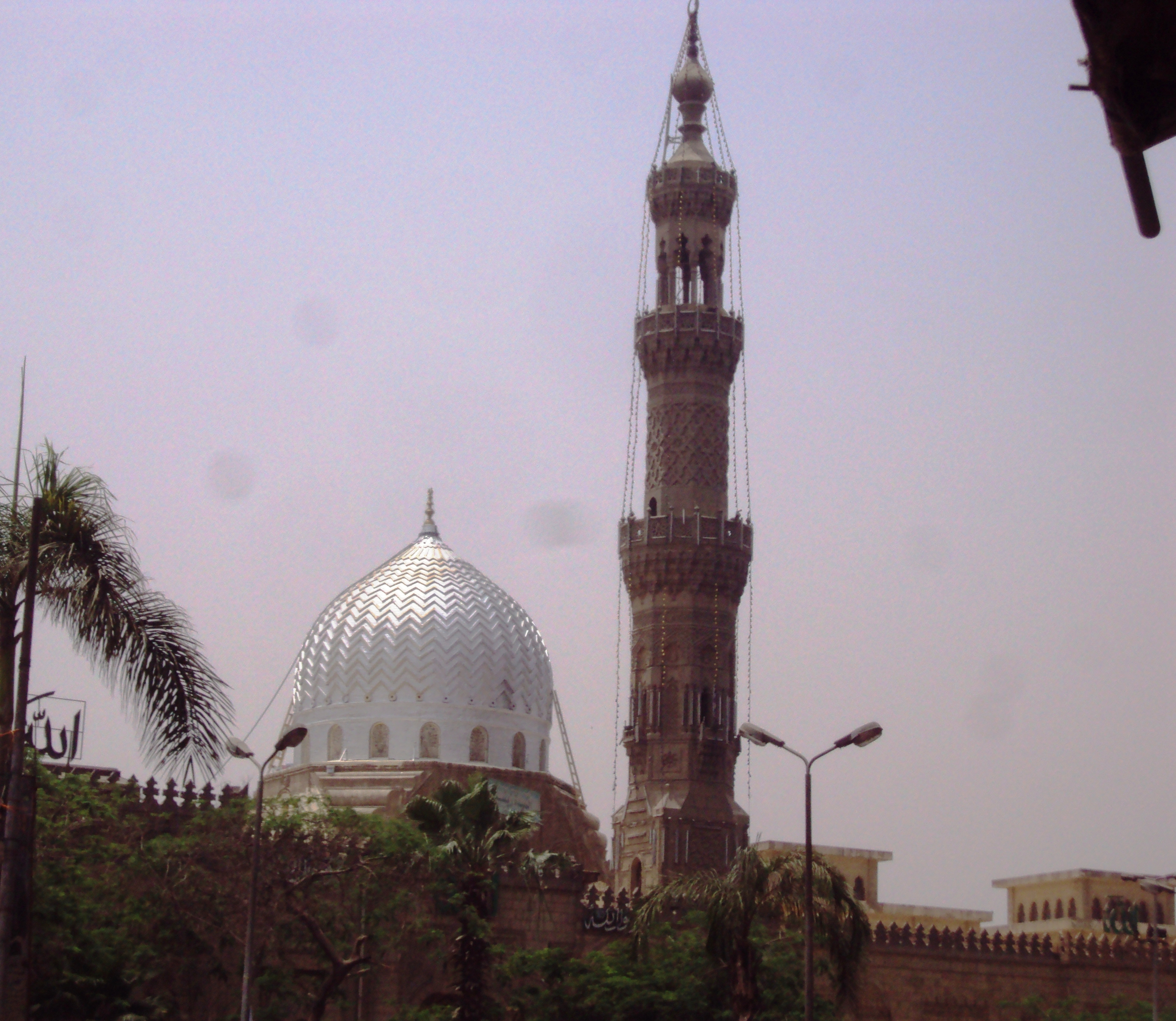
مسجد السيدة زينب
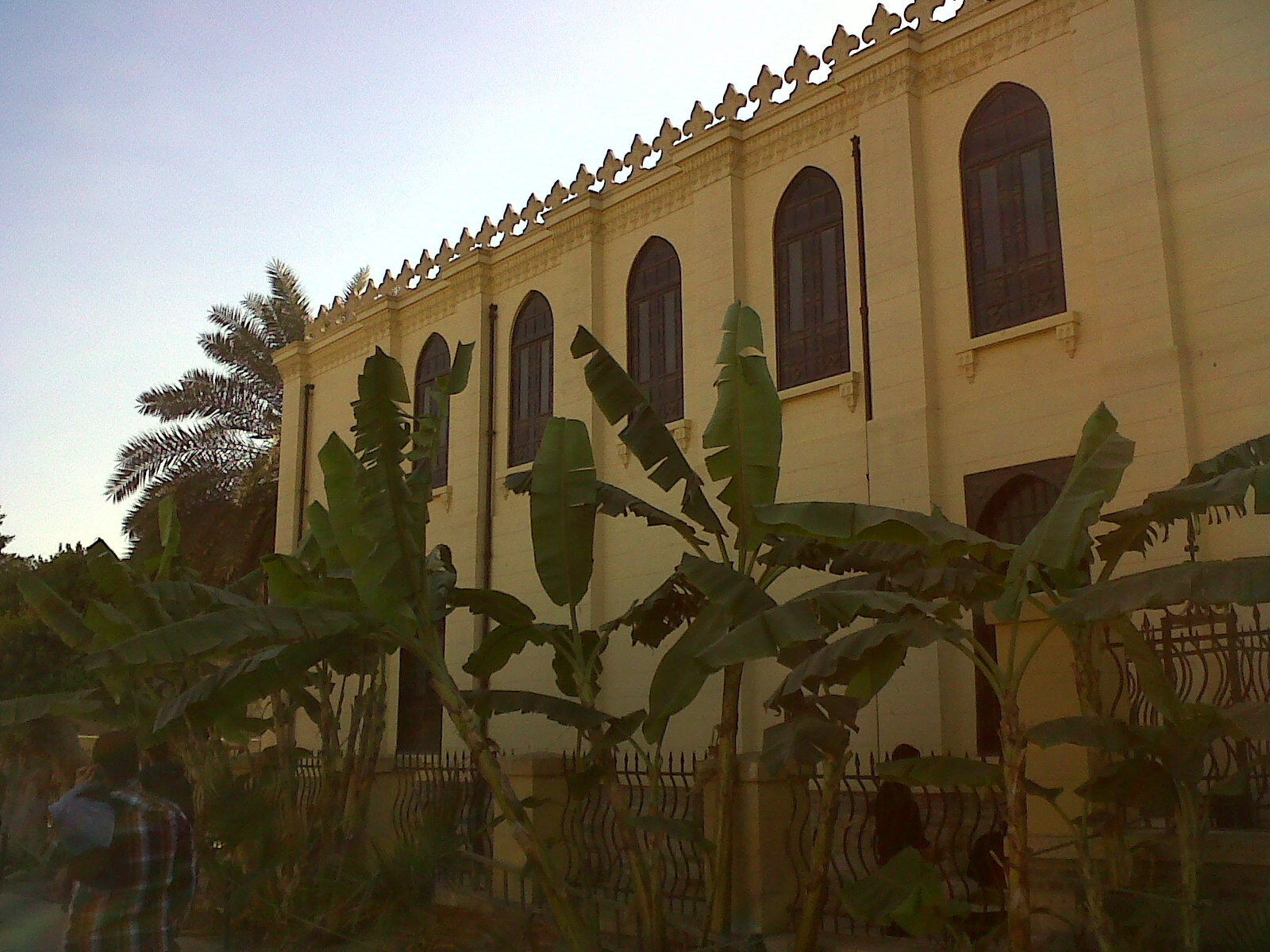
كنيس بن عزرا
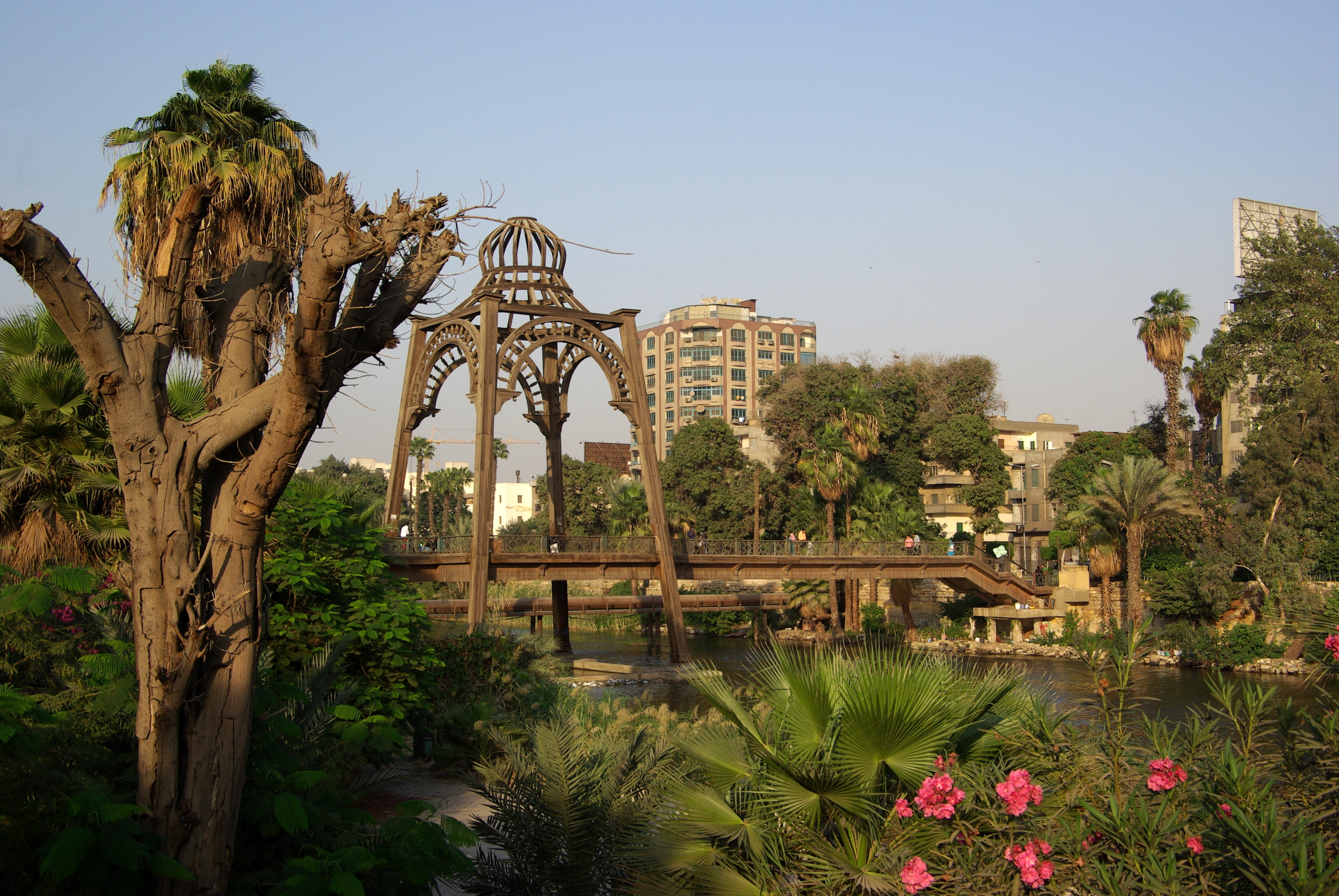
نهر النيل
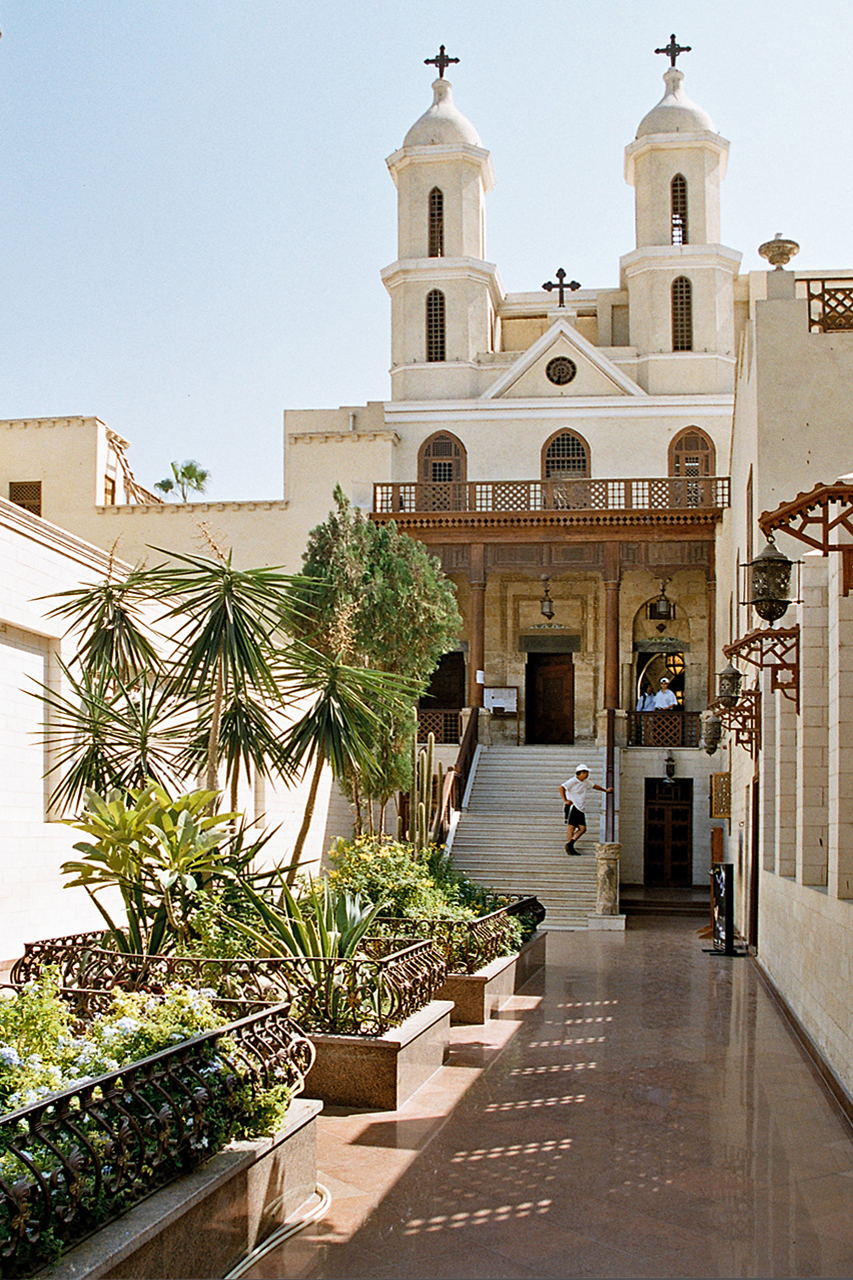
الكنيسة المعلقة
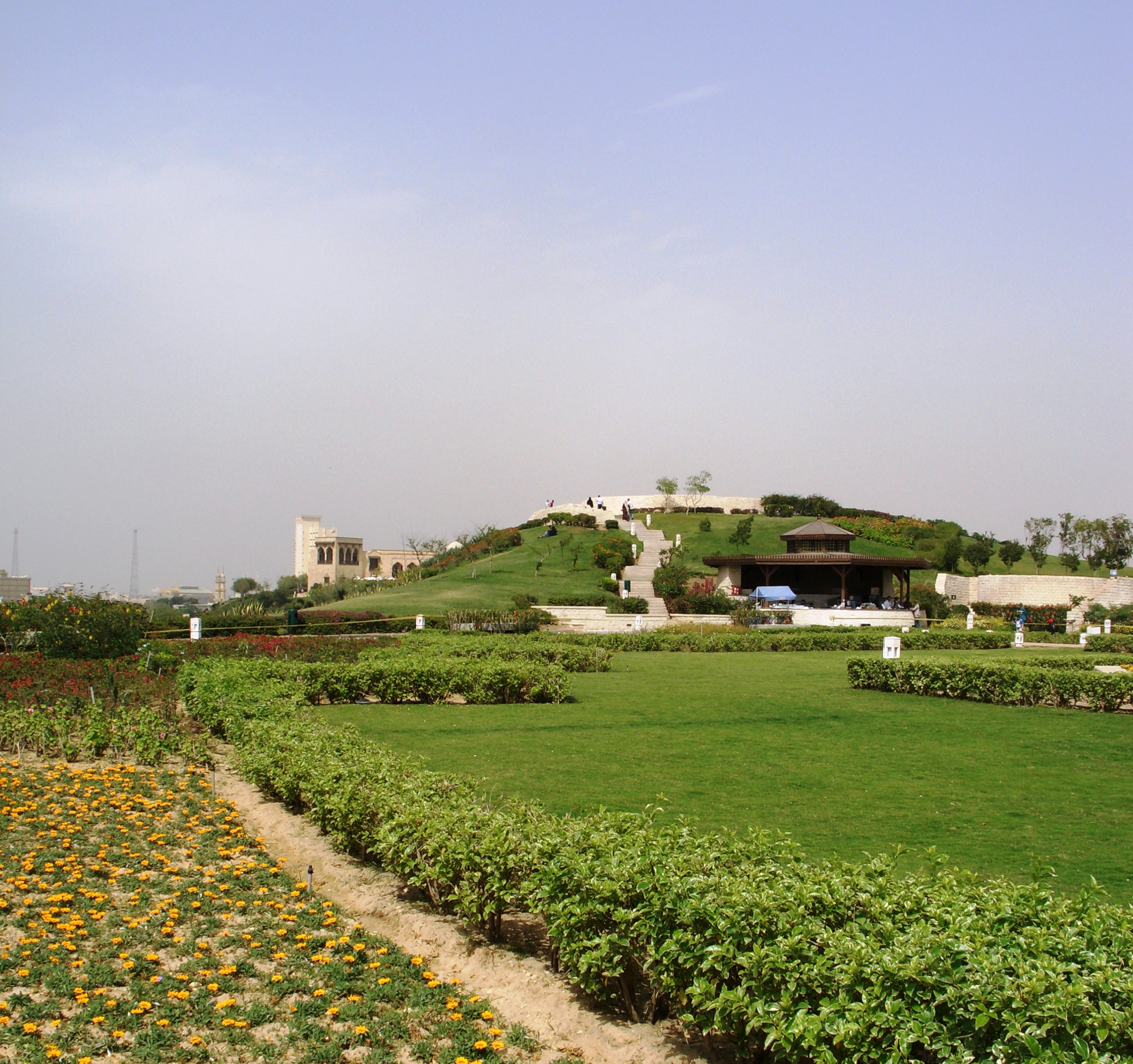
حديقة الأزهر
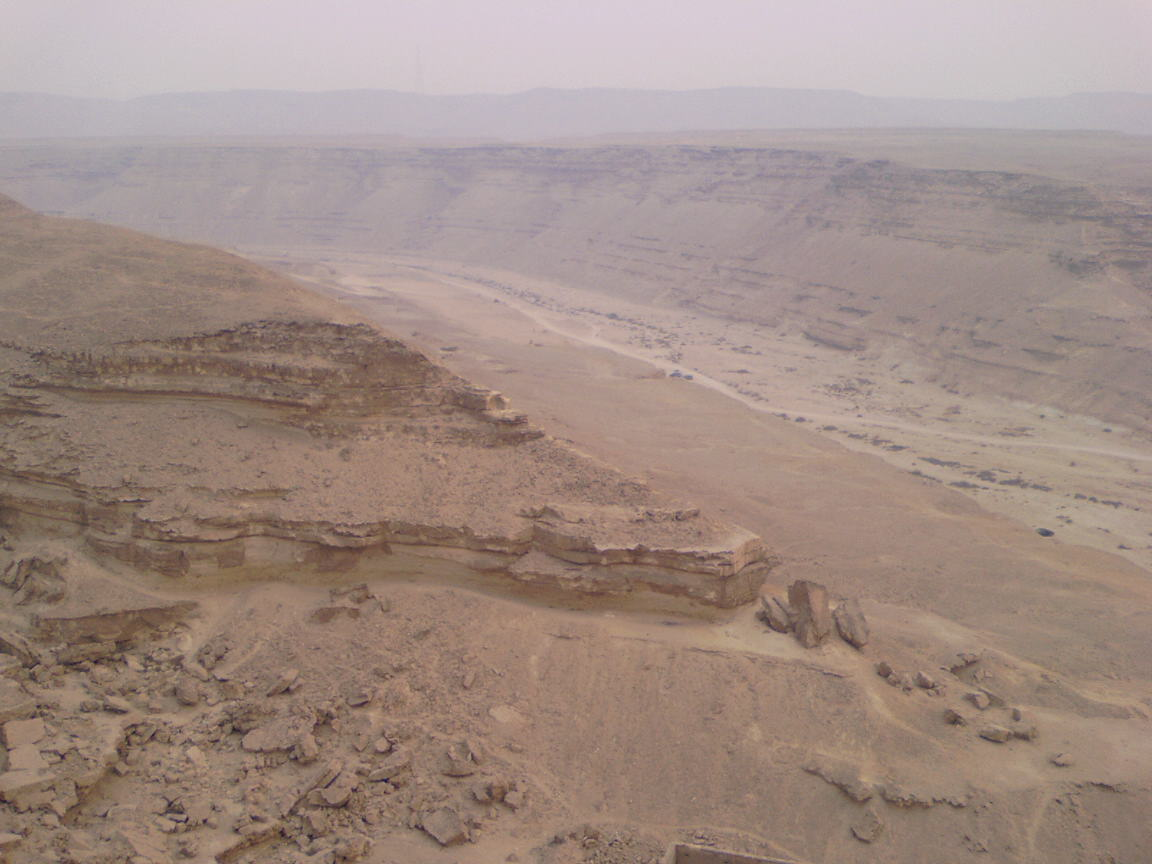
محمية وادي دجلة
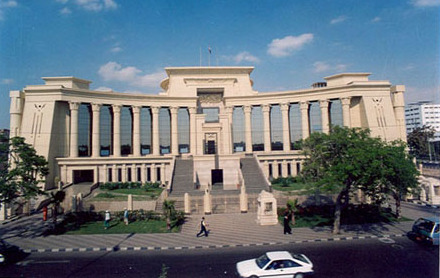
المحكمة الدستورية العليا
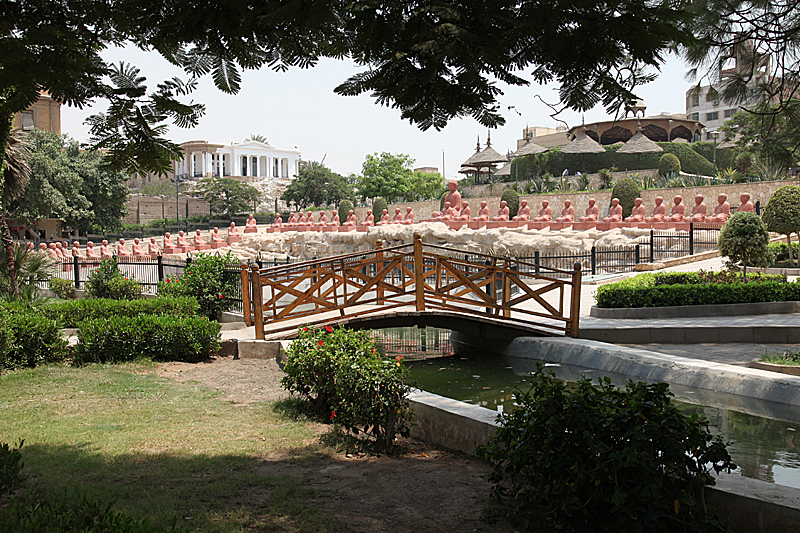
الحديقة اليابانية